# (21747) Justsolomon
(21747) Justsolomon est un astéroïde de la ceinture principale d'astéroïdes.

## Description
(21747) Justsolomon est un astéroïde de la ceinture principale d'astéroïdes. Il fut découvert le 9 septembre 1999 à Socorro (Nouveau-Mexique) par le projet LINEAR. Il présente une orbite caractérisée par un demi-grand axe de 2,71 UA, une excentricité de 0,19 et une inclinaison de 2,2° par rapport à l'écliptique.

## Compléments